# 關崎高明
關崎高明（日语：関崎 高明，1972年—），日本男性動畫師。日本動畫師·演出協會（JAniCA）會員。曾經以門山高月的名義參加動畫製作。
以前所屬的動畫公司有Tiger Production（1992年進入，後經過一段自由身）、東京電影（1996年進入），現隸屬於夢太公司（2005年起，已改名TYO動畫）。

## 主要參加作品

### 電視動畫
1990年代
- 妙廚老爹（1992年－1995年，動畫）
- DNA²（1994年，動畫）
- 快打旋風II V（1995年，動畫、原畫）
- 烏龍派出所（1996年－2004年，原畫）
- 鋼鐵神兵（1996年，原畫）
- 機動戰艦（1996年－1997年，原畫）
- EAT-MAN（日语：EAT-MAN）（1997年，原畫）
- DT戰士（日语：DTエイトロン）（1998年，原畫）
- LEGEND OF BASARA（1998年，原畫）
- 伊甸少年（1999年，原畫）
- 女惡魔人（1998年－1999年，原畫）
- 星界的紋章（1999年，原畫）
- 傀儡師左近（1999年－2000年，原畫）
- 怪獸農場（日语：モンスターファーム (アニメ)）（1999年－2000年，原畫）

2000年代
- 六門天外（2000年，原畫）
- 戰鬥陀螺（2001年，作畫監督、原畫）
- 武俠派女高校生（2001年，原畫）
- 宇宙戰士零（日语：コスモウォーリアー零）（2001年，原畫）
- 逮捕令 Second Season（2001年，原畫）
- 聖石小子（2001年－2002年，原畫）
- PROJECT ARMS（2001年－2002年，原畫）
- Geneshaft（日语：ジーンシャフト）（2001年，原畫）
- 幻魔大戰 神話前夜之章（日语：幻魔大戦 神話前夜の章）（2002年，作畫監督）
- 迷糊天使（2002年，原畫、OP原畫）
- 神世紀傳Mars（日语：マーズ (漫画)）（2002年－2003年，作畫監督）
- 鬼眼狂刀（2002年，作畫監督、原畫）
- 馭龍少年（2002，作畫監督）
- 奇鋼仙女樓蘭（日语：奇鋼仙女ロウラン）（2002年－2003年，機械作畫監督、原畫）
- 魯莽天使（2002年－2003年，原畫）
- 高橋留美子劇場（2003年，原畫）
- 魔偵探洛基RAGNAROK（2003年，作畫監督）
- 陽光伴我行。（日语：まっすぐにいこう。）（2003年，原畫）
- MOUSE（2003年，作畫監督、OP&ED作畫監督補佐）
- 闇與帽子與書的旅人（2003年－2004年，作畫監督）
- 神魂合體 Second Season（2003年－2004年，原畫）
- Monkey Punch 漫畫活動大寫真（2004年，透明紳士與武士先生的原畫）
- 波波羅古洛伊斯（2003年－2004年，原畫）
- 機甲露寶（2003年－2004年，原畫）
- 火影忍者（2002年－2007年，原畫）
- 舞-HiME（2004年－2005年，原畫）
- 北方戀曲 ～Diamond Dust Drops～（2004年，作畫監督）
- 遙遠時空 ～八葉抄～（日语：遙かなる時空の中で-八葉抄-）（2004年－2005年，原畫）
- 遊☆戲☆王 怪獸之決鬥（2000年－2004年，怪物設定、原畫、第5期OP原畫）
- 玻璃假面 (2005年版)（2005年－2006年，原畫）
- 到另一個你的身邊去（2005年－2006年，原畫）
- 光速蒙面俠21（2005年－2008年，作畫監督、原畫、第2&4期OP原畫）※門山高月名義[1]，片尾曲以園山高月名義。
- 銀河天使2（日语：ギャラクシーエンジェる〜ん）（2006，OP&ED原畫）※門山高月名義。
- 工作狂人（2006年，OP原畫）
- 魔法美少女（2006年，OP原畫）
- 金色琴弦 ～primo passo～（2006年－2007年，原畫）
- 少年陰陽師（2006年－2007年，原畫）※門山高月名義。
- 英雄時代（2007年，原畫）
- 守護甜心！（2007年，原畫）
- 偶像大師 XENOGLOSSIA（2007年，原畫）
- Myself ; Yourself（2007年，原畫）
- 新·安琪莉可 Abyss（2008年，的設定、動作監修、原畫、OP&ED原畫）
- 新·安琪莉可 Abyss -Second Age-（2008年，的設定、原畫、OP&ED原畫）
- 骷髏13（2008年，原畫）
- 無限之住人（2008年，原畫）
- 小雙俠 (2008年版)（2008年－2009年，原畫）
- Code Geass反叛的魯路修R2（2008年，原畫）
- 西洋骨董洋菓子店 ～Antique～（2008年，作畫監督）
- 黑神 The Animation（2009年，作畫監督）※門山高月名義。
- MAJOR 5th season（2009年，作畫監督）
- Phantom -Requiem for the phantom-（日语：Phantom 〜Requiem for the Phantom〜）（2009年，原畫）
- 潘朵拉之心（2009年，原畫）
- 東京地震8.0（2009年，原畫）
- 元氣媽媽（2009年－2012年，原畫）
- 奇蹟☆列車 ～歡迎搭乘大江戶線～（2009年，OP原畫、原畫）
- 戰鬥司書 The Book of Bantorra（2009年－2010年，原畫）
- 女王之刃 王位繼承者（2009年，原畫）
- 信蜂（2009年－2010年，原畫）
- Battle Spirits 少年激霸彈（2009年－2010年，原畫）

2010年代
- 嬌蠻貓娘大橫行（2010年，原畫）
- BLEACH（2004年－2012年，原畫）
- 最後大魔王（2010年，原畫）
- 學園默示錄 HIGHSCHOOL OF THE DEAD（2010年，原畫）
- 侵略！花枝娘（2010年，原畫）
- 遊☆戲☆王5D's（2008年－2011年，第5期OP原畫）
- 卡片鬥爭!! 先導者（2011年－2012年，設計工作、第1&2期OP原畫、原畫、作畫監督）
- 靈異E接觸（2011年，原畫）
- Rio RainbowGate！（2011年，原畫）
- TIGER & BUNNY（2011年，原畫）
- 笨蛋，測驗，召喚獸2！（2011，OP原畫、原畫）
- Battle Spirits霸王（2011年，原畫）
- 幸福光暈 ～hitotose〜（2011年，原畫）
- 妖狐×僕SS（2012年，原畫）
- 向銀河開球（2012年－2013年，原畫、動作作畫監督）
- 機動戰士鋼彈AGE（2012年，原畫）
- SKET DANCE（2011年－2012年，原畫、作畫監督）
- 武裝神姬（2012年，原畫）
- 能量獸之戰獸旋戰鬥（2012年－2013年，原畫）
- JoJo的奇妙冒險（2012年－2013年，設計協力、作畫監督）
- 惡魔阿薩謝爾在召喚你。Z（2013年，原畫）
- 革神語（2013年，圖形／原畫）
- 幸福光暈 ～More Aggressive～（2013年，OP原畫、原畫）
- 超次元戰記 戰機少女（2013年，作畫監督、原畫）
- 靈裝戰士（2013年－2014年，原畫）
- IS〈Infinite Stratos〉2 （2013年，原畫）
- 鋼彈創戰者（2013年，原畫）
- 東京闇鴉（2013年，原畫）
- WIZARD BARRISTERS 弁魔士賽希爾（2014年，原畫）
- 金色琴弦 Blue♪Sky（2014年，原畫）
- JoJo的奇妙冒險 星塵鬥士（2014年，作畫監督、作畫監督補、過場動畫原畫）
- ALDNOAH.ZERO（2014年，原畫）
- 鋼彈創戰者TRY（2014年，原畫）
- JoJo的奇妙冒險 星塵鬥士 埃及篇（2015年，作畫監督、動作作畫監督補）
- 戰國無雙（2015年，作畫監督）
- 魔法少女奈葉ViVid（2015年，作畫監督）
- 輕鬆百合3☆hi！（2015年，作畫監督）
- Battle Spirits 烈火魂（2015年，作畫監督、原畫）
- 落第騎士英雄譚（2015年，OP原畫）
- 火星異種 復仇（2016年，動作作畫監督）
- Battle Spirits Double Drive（2016年，作畫監督、原畫）
- 魔物獵人物語 RIDE ON（2016年，OP原畫）
- 愛麗絲與藏六（2017年，原畫）
- 櫻花任務（2017年，OP2原畫）
- 槍娘！FIRE （2017年，原畫）
- 悠久持有者！ ～魔法老師！2～（2017年，作畫監督）
- 三次元女友（2018年，OP原畫）
- 戰×戀（2019年，動作&怪獸作畫監督）

### OVA
- YAMATO2520（1995年－1996年，動畫）
- 樂勝！Hyper Doll（日语：楽勝!ハイパードール）（1995年，動畫）
- 鋼鐵神兵 NEO（1997年，原畫）
- 玻璃假面（1998年－1999年，原畫）
- 真蓋特機器人 世界最後之日（1998年，原畫）
- 魔神凱撒 （2001年，原畫）
- 真蓋特機器人對NEO蓋特機器人（2000年－2001年，原畫）
- R.O.D -READ OR DIE-（2001年－2002年，原畫）
- 魯邦三世：活下來的魔術師（日语：ルパン三世 生きていた魔術師）（2002年，原畫）
- 魔神凱撒 死鬥！暗黑大將軍（2003年，原畫）
- 萌娘商社 THE ANIMATION（日语：モエかん）（2003年，原畫）
- BALDR FORCE EXE RESOLUTION（2006年－2007年，原畫）
- ICE（2007年，原畫）
- 爆粗Band友（2009年，原畫）
- 笨蛋，測驗，召喚獸 ～祭～ 上卷（2011，OP原畫、原畫）
- Hellsing Ultimate（2006年－2012年，作畫監督、原畫）
- FAIRY TAIL　OAD（2011年－，第2期OP原畫）
- 機動戰士鋼彈AGE MEMORY OF EDEN（2013年，原畫）
- 變形金剛：參乘合體變形金剛GO！忍篇（日语：参乗合体 トランスフォーマーGo!）（2013年，原畫）
- 輕鬆百合 暑假時光！（2015年，作畫監督）
- 輕鬆百合 暑假時光！+（2015年，原畫）

### 電影動畫
- 劇場版 X（1996年，動畫）
- 劇場版 六門天外：傳說的火焰龍（2000年，原畫）
- 看見風的少年 ～The Boy Who Saw The Wind（2000年，原畫）
- 爆旋陀螺 THE MOVIE 激戰！小龍VS大地（2002年，原畫）
- 劇場版 遙遠時空 舞一夜（2006年，原畫）
- ICE〈劇場版〉（2008年，原畫）
- 劇場版 火影忍者疾風傳：失落之塔（2010年，原畫）
- 劇場版 火影忍者：血獄（2011年，原畫）
- 劇場版 閃電十一人GO：究極之絆 獅鷲獸（2012年，原畫）
- 烙印勇士 黃金時代篇III：降臨（2013年，原畫）
- 女神異聞錄3　THE MOVIE#2 Midsummer Knight's Dream（2014年，原畫）
- 數碼暴龍大冒險tri. 第5章「共生」（2017年，作畫監督）
- 數碼暴龍大冒險tri. 第6章「我們的未來」（2018年，作畫監督）

### 電視動畫特輯
- 魯邦三世：愛的記號 ～不二子的倒霉日～（日语：ルパン三世 愛のダ・カーポ〜FUJIKO'S Unlucky Days〜）（1999年，原畫）
- 魯邦三世：一美元戰爭（日语：ルパン三世 1$マネーウォーズ）（2000年，原畫）
- 烏龍派出所：兩津家三代，探神秘黃金鄉！（2004年，原畫）
- 烏龍派出所：塞頓探險隊！隅田川的誓言 ～找出記憶中的白鯨！～（後編）（2007年，作畫監督）
- 遙遠時空3 紅之月（2007年，原畫）
- 金色琴弦 ～secondo passo～（2009年，原畫）
- 遙遠時空3 永無止境的命運（2010年，原畫、設定協力）
- 戰國無雙SP 真田之章（2014年，動作作畫監督、原畫）

### 遊戲
- 魔法騎士（Sega Saturn）（1995年，動畫）
- 名偵探柯南（PlayStation）（1998年，原畫）
- 電激STRIKER（日语：OVERDRIVE (ブランド)）（Windows）（2011年，原畫）
- 時與永遠（日语：時と永遠 〜トキトワ〜）（PlayStation 3）（2012年，作畫監督）